# Тур Ханчжоу
Тур Ханчжоу (англ. Tour of Hangzhou) — не состоявшаяся шоссейная многодневная велогонка, проведение которой планировалось в октябре по дорогам китайского города Ханчжоу.

## История
Успешное проведение осенью 2011 года Тура Пекина в рамках Мирового тура UCI привело к идее проведения в Китае ещё одной гонки высшего уровня.
Новая гонка была организована французской компанией A.S.O в партнёрстве с международной ассоциацией Global Cycling Promotion и городским советом города Ханчжоу.
26 июня 2012 было объявлено, что дебютная гонка должна будет пройти в этом же году с 17 октября по 21 октября, через неделю после очередного Тура Пекина и стать последней в календаре Мирового тура UCI 2012. Маршрут должен был включать пять этапов.
28 августа 2012 года дебют гонки был отложен на год из-за невыполнения необходимых условий.
Гонку 2013 года планировалось провести с 9 по 13 октября, за неделю до очередного Тура Пекина, но она была исключена из календаря Мирового тура UCI 2013 в феврале того же года.
Больше попыток провести гонку не было.